# Nymphicula bombayensis
Nymphicula bombayensis is een vlinder uit de familie van de grasmotten (Crambidae), uit de onderfamilie van de Acentropinae. De wetenschappelijke naam van deze soort is voor het eerst gepubliceerd in 1889 door Charles Swinhoe en Everard Charles Cotes.
De soort komt voor in Sri Lanka.